# German Stepanowitsch Titow

Titow in Leipzig, Briefmarke der DDR von 1961

Titow im Raumschiff Wostok 2

Titow erhält von Walter Ulbricht den Karl-Marx-Orden

Titow und Ulbricht auf der Fahrt durch Berlin

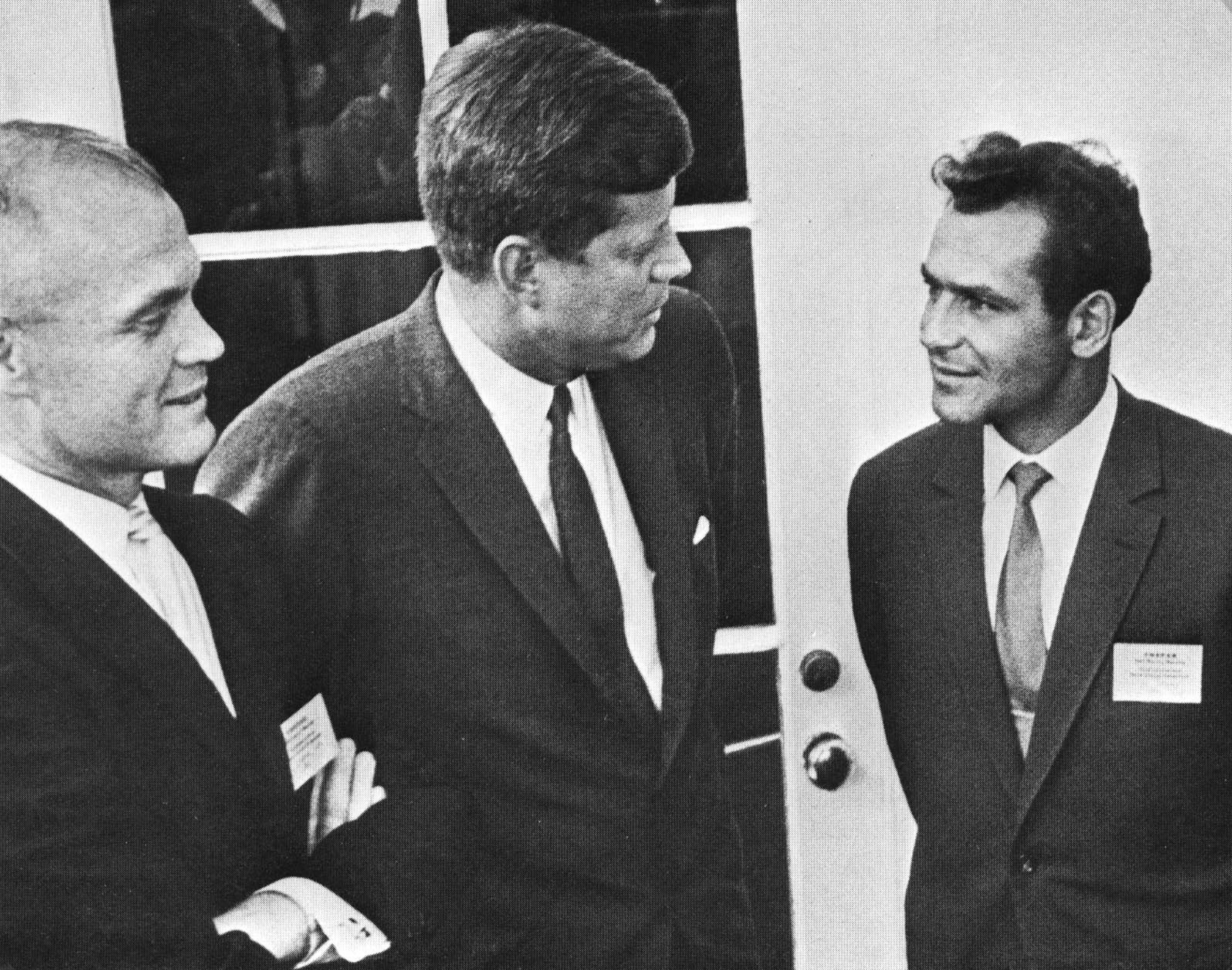
German Titow (rechts) mit Präsident John F. Kennedy. Links: Astronaut John Glenn

German Stepanowitsch Titow (russisch Герман Степанович Титов, wiss. Transliteration German Stepanovič Titov; * 11. September 1935 in Werchneje Schilino, Krai Westsibirien, heute Region Altai; † 20. September 2000 in Moskau, Russland) war ein sowjetischer Kosmonaut und der zweite Raumfahrer, der eine Erdumlaufbahn erreichte.

## Leben

### Auswahl als Kosmonaut
Schon als Kind wollte German Titow Pilot werden, wie sein Onkel. Er trat im Juli 1953 im Alter von 17 Jahren den sowjetischen Luftstreitkräften bei und absolvierte bis 1955 die Fliegerschule in Kustanai. Ab 1957 diente er als Strahlflugzeugpilot in der sowjetischen Armee.
Als im Sommer 1959 Kosmonauten für das anstehende bemannte Raumfahrtprogramm der Sowjetunion gesucht wurden, war Titow einer der 3.000 Militärpiloten, die den Mindestkriterien entsprachen. Er bestand alle Prüfungen und war ab März 1960 Mitglied der ersten Kosmonautengruppe, die aus 20 jungen Männern bestand.

### Wostok 1
Titow war unter den sechs Piloten, die im Januar 1961 in die engere Wahl für den ersten Raumflug genommen wurden. Bei den mündlichen und schriftlichen Prüfungen am 17. und 18. Januar 1961 erzielte er zusammen mit Juri Gagarin die besten Ergebnisse. Am 4. April wurde offiziell bestätigt, dass der erste Raumfahrer der Sowjetunion unter den drei Kandidaten Titow, Gagarin und Neljubow ausgewählt würde. Titow erfuhr am 9. April, dass man sich am Vortag für Gagarin entschieden hatte und er als Ersatzmann nominiert wurde.
In den nächsten Tagen hielt er sich stets bereit, für Gagarin einzuspringen, falls dieser aus irgendeinem Grund kurzfristig ausfallen sollte. Das war jedoch nicht der Fall, und so wurde Gagarin am 12. April 1961 mit Wostok 1 der erste Mensch, der eine Reise ins Weltall unternahm.

### Wostok 2
Als Ersatzmann für Wostok 1 war Titow automatisch als Besatzung für Wostok 2 gesetzt. Unter dem Rufzeichen Orjol (Adler) startete er am 6. August 1961 mit dem Raumschiff Wostok 2 zum zweiten bemannten orbitalen Raumflug der Geschichte. Der Flug verlief technisch ohne Probleme und er konnte, anders als Gagarin während seines Fluges, sogar die Steuerung des Raumschiffs übernehmen. Zeitweise litt er jedoch unter der bis dahin völlig unbekannten Raumkrankheit und musste sich übergeben. Zum Zeitpunkt des Starts war er erst 25 Jahre und 11 Monate alt und hielt damit bis 2021 den Rekord als jüngster Raumfahrer, als der 18-jährige Oliver Daemen an dem Suborbitalflug Blue Origin NS-16 teilnahm. Titow bleibt jedoch weiterhin die jüngste Person im Erdorbit.
Nach über 24 Stunden Flugzeit kehrte Wostok 2 zur Erde zurück. Wie Gagarin verließ Titow die Landekapsel in etwa 7000 Meter Höhe mit dem Schleudersitz und landete am Fallschirm. Im Gegensatz zu Gagarin wurde dies jedoch auch offiziell mitgeteilt. Nach Gagarin sowie den beiden suborbitale Flüge absolvierenden NASA-Astronauten Alan Shepard und Virgil Grissom war Titow der vierte Mensch im Weltall.
Am 9. August 1961 wurde ihm der Orden Held der Sowjetunion verliehen. Als die sowjetische Raumfahrtbehörde nach einigen Monaten beim internationalen Luftfahrtverband, der Fédération Aéronautique Internationale (FAI) den Weltrekord für den längsten Raumflug beantragte, wurde dies abgewiesen. Nach den Regeln der FAI musste der Pilot zusammen mit dem Fluggerät landen. Da Titow aber Schleudersitz und Fallschirm benutzte, wurde John Glenns Flug vom 20. Februar 1962 mit Mercury-Atlas 6 mit einer Dauer von knapp fünf Stunden als Rekord anerkannt.

### Ruhm und Eskapaden
Nach seiner Rückkehr wurde Titow augenblicklich ein Nationalheld, dem Verehrung in jeder Form entgegengebracht wurde.
Er genoss den Ruhm und die Privilegien, die er erhielt, brachte sich aber immer wieder durch unangemessenes Verhalten in Schwierigkeiten. Er verursachte mehrere Autounfälle, betrank sich in der Öffentlichkeit und beleidigte hohe Militärs. Nur sein Status als Kosmonaut bewahrte ihn vor den Konsequenzen.
Vom 29. April bis zum 12. Mai 1962 war er zusammen mit Nikolai Kamanin, dem Leiter der Kosmonautenausbildung, zu einem offiziellen Besuch in den USA, wo sie Präsident Kennedy und Vizepräsident Johnson sowie NASA-Größen wie Wernher von Braun trafen. Astronaut John Glenn zeigte ihnen die Redstone-Rakete und das Mercury-Raumschiff, außerdem lud er sie zu einer Grillparty zu sich nach Hause ein. Auf der Weltausstellung in Seattle konnten Titow und Kamanin die Weltraumexponate im USA-Pavillon besichtigen. Überall wurden sie herzlich empfangen. Bezeichnend für die Beziehung der amerikanischen Öffentlichkeit zu Titow war ein Transparent, das er entdeckte, als er die Ford-Werke in New Jersey besichtigte: „Titow: Ja! - UdSSR: Nein!“.
Aus der Sicht der sowjetischen Funktionäre hatte er sich besser als erwartet verhalten und war bei den acht Reden und 20 Pressekonferenzen nicht von der offiziellen Linie abgewichen. Zurück in der Sowjetunion fiel er jedoch wieder durch Disziplinlosigkeit auf. Auch hatte er einen schlechten Einfluss auf seine Ausbildungskameraden – manche der Kosmonauten, die noch keinen Raumflug absolviert hatten, schlugen ebenfalls über die Stränge und beriefen sich anschließend auf sein Beispiel.
Kritisch für Titow wurde es, als im März 1963 eine Mappe mit geheimen Dokumenten und Zutrittspässen aus seinem Auto verschwand. Koroljow, der Leiter des sowjetischen Raumfahrtunternehmens, stellte ihm neue Pässe aus, machte ihm aber klar, dass er bei einem erneuten fahrlässigen Verlust ins Gefängnis käme.

### Planungen für Sojus und Woschod
Ab Februar 1964 stand Titow einer von vier Ausbildungsgruppen vor, die sich für den Flug mit dem neuen Sojus-Raumschiff vorbereiten sollten. Ihm wurden Schatalow, Scholobow und Irina Solowjowa, die Ersatzfrau von Wostok 6, zugeteilt. Gleichzeitig war er aber auch noch als Kommandant für den anstehenden Flug von Woschod 1 im Gespräch, wurde aber aufgrund seiner Disziplinlosigkeit wieder von der Liste gestrichen.

### Studium
Im Gegensatz zur US-Astronautengruppe, die aus erfahrenen Testpiloten mit Hochschulabschluss bestand, waren die sowjetischen Raumfahrer relativ junge Jetpiloten. Der Leiter der Kosmonautenausbildung sah es deshalb als notwendig an, dass die Kosmonauten parallel zu ihrer Raumfahrtausbildung ein Studium an der Militärakademie für Ingenieure der Luftstreitkräfte „Prof. N. J. Schukowski“ betrieben.

### Spiral
Ab Juli 1965 stand Titow einer Gruppe von Kosmonauten vor, die für den neuen wiederverwendbaren Raumgleiter Spiral ausgebildet werden sollten. Außer ihm gehörten in wechselnder Besetzung noch vier bis fünf andere Kosmonauten zur potentiellen Spiral-Besatzung. In der Flugschule „Waleri Pawlowitsch Tschkalow“ wurde er 1967 zum Testpilot ausgebildet. Er war durch diese Aufgabe neu motiviert und genoss es, auf dem Luftwaffenstützpunkt Wladimirowka Flugzeuge der Typen MiG-21, Su-7 und Su-9 zu fliegen.
Kamanins Angebot vom März 1967, in das sowjetische Mondprogramm einzusteigen, lehnte er ab. Er sah seine Zukunft eher als Testpilot.
Das Spiral-Projekt stellt sich jedoch als undurchführbar heraus. Zudem wurden ihm 1969 aus disziplinarischen Gründen für zwei Jahre Führerschein und Flugschein entzogen, außerdem wurden ihm repräsentative Reisen ins Ausland verweigert. In den neun Jahren als Kosmonaut hatte er zehn Disziplinarvergehen. Titow sah somit für sich keine Zukunft mehr als aktiver Pilot.

### Nach der Pilotenkarriere
Am 17. Juli 1970 verließ Titow das Kosmonautenkorps. Er war zu diesem Zeitpunkt erst 34 Jahre alt. Er schrieb sich an der Militärakademie Woroschilow ein, die er 1972 mit einem Diplom in Militärwissenschaft verließ.
Anschließend arbeitete er im Raumfahrtbereich des Verteidigungsministeriums der Sowjetunion, zuerst als stellvertretender Leiter der Bodenstation in Monino, von wo aus die militärische Raumstation Saljut 3 gesteuert wurde.
Zwischen 1973 und 1979 leitete er die Entwicklung und Fertigung mehrerer militärischer Raumfahrtsysteme.
Im Jahr 1991 schied er im Range eines Generalobersts aus dem aktiven Dienst der Armee aus und erreichte damit den höchsten militärischen Rang unter den Kosmonauten der Sowjetunion bzw. Russlands. Anschließend wurde er Präsident der Firma Kosmoflot, die unter anderem Komponenten für das COSPAS-SARSAT-Satellitensystem herstellte.
Bereits 1961 wurde er aufgrund seines erfolgreichen Raumflugs ohne die übliche Kandidatenzeit Mitglied der KPdSU. Nach Gründung der Kommunistischen Partei der Russischen Föderation (KPdRF) im Jahr 1993 wurde er deren Mitglied und wurde bei den Parlamentswahlen im gleichen Jahr erstmals in die Duma gewählt. Dort arbeitete er in den Komitees (Ausschüssen) für Konversions- und wissenschaftsintensive Technologien sowie für Industrie, Bau, Verkehr und Energie mit. Bei den Wahlen 1995 und 1999 verteidigte er sein Mandat.
Titow war mit Tamara Tscherkas verheiratet und hatte zwei Töchter. Tatjana wurde am 23. September 1963 als erstes Kind eines Raumfahrers geboren. German Titow starb am 20. September 2000 in seiner Sauna. Als Grund wurden eine Kohlenmonoxidvergiftung bzw. ein Herzinfarkt genannt. Er wurde am 25. September mit militärischen Ehren auf dem Nowodewitschi-Friedhof in Moskau beigesetzt.